# الحصن الأبيض (صنعاء)

تعديل مصدري - تعديل

الحصن الأبيض هي إحدى قرى الجمهورية اليمنية. وهي تتبع جغرافيًا لمحافظة صنعاء. وإداريًا لمديرية جحانة. يبلغ تعداد سكانها 2139 نسمة حسب الإحصاء الذي جرى عام 2004.